# Viktorija Lopyrëva

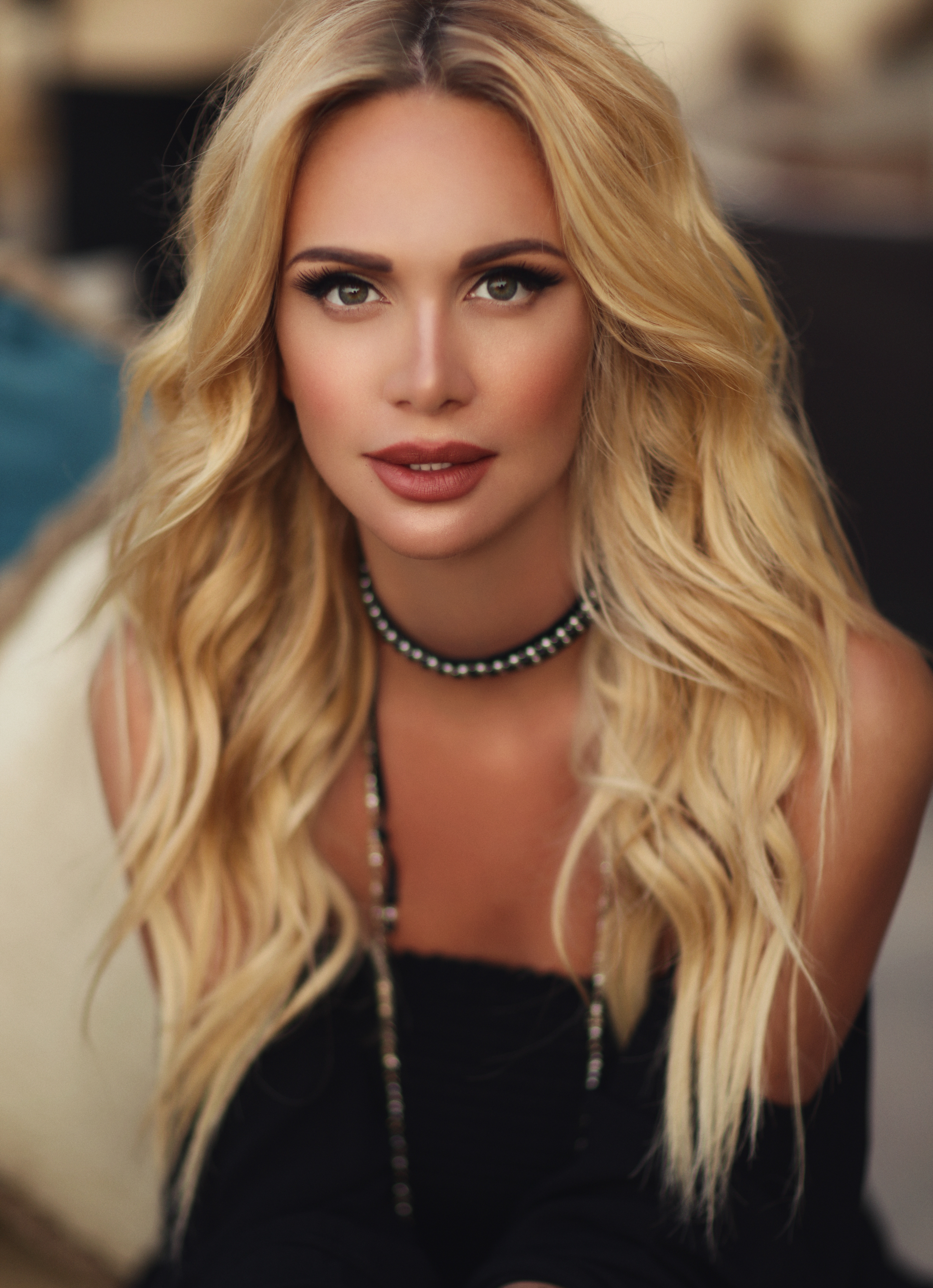
Victoria Lopyreva

Viktorija Petrovna Lopyrëva (in russo Виктория Петровна Лопырёва?; Rostov sul Don, 26 luglio 1983) è una modella russa, vincitrice del titolo di Miss Russia 2003.

## Biografia
Victoria Petrovna Lopyreva nasce il 26 luglio 1983 a Rostov sul Don. 
Da bambina frequenta la scuola musicale e studia il pianoforte. Dopo gli studi superiori, si iscrive all'Università Statale di Economia di Rostov sul Don, laureandosi in amministrazione imprenditoriale.
Sebbene fin da adolescente ricevesse numerose offerte da parte di agenzie di moda, Lopyreva le ha sempre rifiutate fino al 1999, quando, all'età di 16 anni, inizia ufficialmente la carriera da modella nell'agenzia di moda “Image – Elite”: la sua carriera professionale inizia a svilupparsi seriamente, tuttavia, soltanto nel 2001, con la vittoria di svariati concorsi tra cui "Fotomodella del Don", seguito dal titolo di "La Bella di Rostov", "Miss Foto di Russia", "La modella migliore della Russia Meridionale", "Viso dell'anno" e "Furore dell'Anno".
Come modella, ha collaborato con diverse riviste, tra cui Cosmopolitan, Gala, Maxim, Future TV, L'Oficiel, Beauty, Beauty Unlimited, NRG, OK!, HELLO!.
Nel 2002 vince il concorso Donbass Open, nel 2003 diventa Miss Russia e si trasferisce a Mosca. Nel 2006 inizia a lavorare per la televisione come conduttrice e nel 2008 partecipa al popolare reality russo The Last Hero. A livello internazionale, è conosciuta  nell'ambiente mediatico legato al calcio, come conduttrice o co-conduttrice di programmi o eventi sportivi, diventando la prima donna a presentare un programma di calcio nel suo Paese. 
Nel 2015 partecipa alla preparazione dei Mondiali di Calcio in programma in Russia, venendo nominata Ambasciatrice dei Mondiali 2018 e succedendo in questo ruolo a Fernanda Lima, ambasciatrice dei Mondiali precedenti. 
È stata brevemente sposata a metà degli anni 2010 con l'attaccante della nazionale russa Fiodor Smolov. Nel 2019, diventa madre del suo primo figlio.

## Carriera da modella
- Finalista del “Elite Model Look” – 1999
- Vincitore del concorso Super Model of the World – 2000
- Fotomodella di Don – 2001
- La modella migliore della Russia Meridionale – 2001
- Miss Foto di Russia – 2001
- Viso dell'Anno – 2001
- Furore dell'Anno – 2001
- La Bella di Rostov – 2001
- Donbass Open – 2002
- Miss Russia – 2003

## TV
- Conduttrice del concorso Miss Europa su principali canali TV europei
- Conduttrice del programma “Domanda! Un'altra” sul canale NTV assieme a Lev Novozhenov
- Conduttrice del programma Sera di Calcio sul canale NTV
- Partecipante del reality show L'Ultimo Eroe su Pervyj kanal (Primo canale)
- Conduttrice del programma Sport Vero e Proprio su Post TV – 2009
- Membro della giuria del programma Patrimonio della Repubblica su Pervyj kanal
- Conduttrice del programma “Felicità! L'edizione TV” sul canale “U”
- Curatore del programma Accademia Fashion su MUZ-TV
- Conduttrice del programma Ambulanza di Moda su MUZ-TV dal 2011
- Conduttrice del programma FashionChart su MUZ-TV dal 2012
- Una parte nello show Comedy Woman su TNT
- Show Amore Vero e Proprio – 2014
- Giochi con l'Olimpo – conduttrice assieme a Georgiy Cherdantsev – 2015

## Calcio
Victoria ha scoperto il mondo di calcio nel 2007 lavorando come conduttrice del programma TV Sera di Calcio assieme a Georgiy Cherdantsev. Secondo le parole di Victoria, da quel tempo si è interessata di calcio sul serio.
Il 3 giugno 2015 l'amministrazione del campionato russo di calcio ha assegnato il premio “Premier” ai giocatori, società calcistiche, i loro impiegati e rappresentanti di media i quali hanno fatto un gran contributo allo sviluppo del calcio nazionale. Victoria è stata premiata per la promozione migliore del campionato SOGAZ 2014/2015. 
Nell'ottobre del 2015 Victoria ha siglato il contratto con Rostov sul Don-2018 diventando l'ambasciatrice della regione per il Mondiale 2018.

## Riconoscimenti
- Per lavoro strenuo – 2009
- La conduttrice più elegante della TV – 2009
- Per lavoro internazionale con i giovani – 2014